# Jason Bent
Jason Andrew Bent (Scarborough, 3 agosto 1977) è un ex calciatore canadese, di ruolo centrocampista.

## Palmarès

### Club

#### Competizioni nazionali
- Campionato danese: 1

Copenhagen: 2000-2001
- Second Division: 1

Plymouth: 2003-2004
- Campionato inglese di quarta divisione: 1

Plymouth: 2001-2002

### Nazionale
- Gold Cup: 1

2000